# يوجين رلى
يوجين رلى (بالإنجليزية: Eugene Worley)‏ (و. 1908 – 1974 م) هو سياسي، وضابط، ومحام، وقاضي من الولايات المتحدة الأمريكية ولد في لون ولف.
وهو عضو في الحزب الديمقراطي الأمريكي .

## التعليم
تعلم في جامعة تكساس إيه اند إم.